# 나카노 타카오
나카노 타카오(Takao Nakano, 1962년 5월 15일 ~ )는 일본의 영화 감독, 배우, 각본가이다.
오사카시에서 태어났다.

## 방송
- 괴기 대작전 미스터리 파일

## 영화
- 울트라맨 오브 (2016년)
- [[극장판 울트라 맨 X <왔다! 우리의 울트라맨>]] (2016년)
- Oh!투명인간 인비지블 걸 등장!? (2014년)
- 치한열차 2015 (2013년)
- 괴기 대작전 미스터리 파일 (2013년)
- 동경 황혼 (2013년)
- 음란한 도촬 (2011년)
- 해녀 테라스 여신 (2011년)
- 여왕벌의 욕정 (2011년)
- 지구방위 걸즈 P9 (2011년)
- 더 빅 티츠 드래곤 (2010년)
- 에로만화원작 변태두꺼비교사 (2010년)
- 안녕 유미카 (2009년) - 본인 역
- 카부토-오 비틀 (2005년)
- 미코스리 단막극장: 나마시보리 수퍼 DX (2005년)
- 킬러 푸시 (2004년)
- 사치코의 화려한 생애 (2003년)
- 눈먼 짐승 대 난쟁이 (2001년)
- 바람난 우리들 (2001년)
- 버진 스나이퍼 (1997년)
- 스모 여우 (1996년)